# Бе (Пијемонт)
Бе (итал. Bee) је насеље у Италији у округу Вербано-Кузио-Осола, региону Пијемонт.
Према процени из 2011. у насељу је живело 585 становника. Насеље се налази на надморској висини од 597 м.

## Становништво
| 1931. | 1936. | 1951. | 1961. | 1971. | 1981. | 1991. | 2001. | 2011. |
| ----- | ----- | ----- | ----- | ----- | ----- | ----- | ----- | ----- |
| 633   | 514   | 490   | 494   | 471   | 586   | 675   | 623   | 729   |